# Doug Livingstone
Doug Livingstone est un footballeur et entraîneur écossais, né le 25 février 1898 et mort le 15 janvier 1981.
Il était le sélectionneur de l'équipe de Belgique lors de la Coupe du monde 1954.